# 河南贡院
河南贡院始建于清代顺治十六年（1659年），是清朝科举考试选拔贡士的场所，地址乃明代周王府旧址（今开封龙亭一带），该地在后周和北宋时期是国子监所在地，当时河南贡院规模宏大，各类号舍有5000多间，明远楼高达4余丈。因地势较低，屡遭水浸，河南贡院于雍正九年（1731年）被迁至开封城东北隅上方寺内（今河南大学内）。至道光九年（1829年），号舍增至11866间。道光二十一年(1841年)黄河泛滥，为加固开封城墙，阻挡洪水灌城，贡院房舍的砖瓦被拆除来充当防洪物资。翌年，贡院重修，新建房舍10009间。
光绪二十六年（1900年）乃是庚子年举行乡试之年。7月，八国联军进攻北京，乡试未能如期举行。清政府决定于光绪二十八年（1902年）补行庚子乡试，因北京贡院毁于战火，故清廷决定顺天乡试8月移至河南贡院举行。因河南贡院号房有限，河南本地乡试延迟至10月举行。
光绪二十九年（公元1903年）癸卯乡试年，河南贡院举行了辛丑科会试、顺天乡试、河南本地乡试。至光绪三十一年（1905年）朝廷宣布停止乡试、会试。河南贡院成为中国科举考试的最后举行地。

## 参看
- 河南留学欧美预备学校
- 河南大学
- 河南贡院碑